# Saint-Sauveur-de-Montagut
Saint-Sauveur-de-Montagut es una comuna francesa situada en el departamento de Ardèche, en la región de Auvernia-Ródano-Alpes.

## Demografía
| 1675 | 1650 | 1615 | 1439 | 1396 | 1248 | 1103 |
| Para los censos de 1962 a 1999 la población legal corresponde a la población sin duplicidades (Fuente: INSEE [Consultar]) |      |      |      |      |      |      |